# Ludovic al II-lea, Mare Duce de Baden
Ludovic al II-lea, Mare Duce de Baden (n. 15 august 1824, Karlsruhe, Confederația Germană – d. 22 ianuarie 1858, Karlsruhe, Confederația Germană) a fost fiul lui Leopold, Mare Duce de Baden și a soției acestuia, Prințesa Sofia de Holstein-Gottorp a Suediei.
Ludovic a succedat tatălui său ca Mare Duce de Baden la 24 aprilie 1852. Fratele său Frederick a acționat ca regent deoarece Ludovic suferea de o boală mentală. În 1856, fratele său Frederick a fost încoronat și el ca Mare Duce.